# Ługi (powiat śremski)
Ługi – wieś w Polsce położona w województwie wielkopolskim, w powiecie śremskim, w gminie Książ Wielkopolski.
W latach 1975–1998 miejscowość należała administracyjnie do województwa poznańskiego.
Wieś położona 8 km na południe od Książa Wielkopolskiego przy drodze powiatowej nr 4082 z Dolska do Mchów. We wsi znajduje się skrzyżowanie z drogą powiatową nr 4089 do Włościejewic.